# Erich Woldan
Erich Woldan (* 7. Oktober 1901 in Wien; † 8. Jänner 1989 in Hinterbrühl, Niederösterreich) war ein österreichischer Verwaltungsjurist, Privatgelehrter und Sammler von alten Landkarten und anderen geschichtsgeographischen Werken.

## Leben
Erich Woldan war Sohn des Magistratsbeamten Oskar Woldan und der Maria Woldan, geborene Prokopp. Er besuchte in Wien und Prag ein humanistisches Gymnasium und studierte ab 1920 Staatswissenschaften und Jura an der Universität Wien, wo er 1924 zum Dr. jur. promoviert wurde und die Staatsprüfung ablegte. Er arbeitete an Wiener Gerichten und für Steuerbehörden, ehe er 1931 an den Rechnungshof berufen wurde. 1935 wurde er dort Ministerialsekretär.
Am 6. Juli 1933 trat er der illegalen österreichischen NSDAP bei, für die am 19. Juni 1933 ein Betätigungsverbot erlassen worden war. Nach dem „Anschluss“ Österreichs war er von Juli 1938 bis April 1939 Personalchef im Präsidialbüro des Reichsstatthalters Arthur Seyß-Inquart in Wien. Anschließend leitete er bis 1942 Preisüberwachungsstellen, zuerst beim Regierungspräsidium Frankfurt an der Oder, ab August 1941 beim Regierungspräsidium Danzig-Westpreußen. Am 1. Jänner 1941 wurde er reguläres Mitglied der NSDAP (Mitgliedsnummer 8.471.398) und der SA. Von Februar 1942 bis 1945 wirkte er als Regierungsrat im geographischen Dienst des Auswärtigen Amts und auch als Leiter des historischen Kartenarchivs.
Nach kurzer amerikanischer und sowjetischer Internierung, während der er als Justiziar in Weimar arbeiten musste, konnte er schon im Spätsommer 1945 nach Wien zurückkehren, wo er wegen seiner NSDAP-Mitgliedschaft nicht wieder in den Staatsdienst übernommen wurde. Er arbeitete daraufhin im Wiener Stadtarchiv und dem Niederösterreichischen Landesarchiv. Schließlich wurde er von der Sonderkommission des Rechnungshofes doch als geeignet für den Beamtendienst eingestuft, lehnte eine Stelle aber ab und ließ sich im Juli 1948 pensionieren. 1946 bis 1950 gründete Woldan, der sich weiter seiner Sammlung und der Historischen Geographie widmete, mit August von Loehr das Museum österreichischer Kultur, Teil des Kunsthistorischen Museums. Hugo Hassinger unterstützte er bei dessen Werk Österreichs Anteil an der Erforschung der Erde – ein Beitrag zur Kulturgeschichte Österreichs.
Woldan wurde 1949 ehrenamtlicher Leiter der Bibliothek der Österreichischen Geographischen Gesellschaft und veröffentlichte kartografiegeschichtliche und entdeckungsgeschichtliche Beiträge in Fachzeitschriften. Dabei unterstützte er Robert Haardt bei dessen Bestrebungen, das Globenmuseum in Wien zu errichten.
1975 wurde Woldan vom Bundespräsidenten der Berufstitel Professor verliehen. Im gleichen Jahr wurde er Mitglied der Kommission für Geschichte der Naturwissenschaften, Mathematik und Medizin der Österreichischen Akademie der Wissenschaften (ÖAW), 1980 erhielt er die höchste Auszeichnung der ÖAW, die Medaille Bene Merito in Gold. Er war Gründungsmitglied der Coronelli-Gesellschaft für Globenkunde. Woldan starb 1989 nach einem Oberschenkelhalsbruch in einer Pflegeanstalt in der Hinterbrühl.

## Sammlung Woldan
Schon in jugendlichen Jahren, während seiner Gymnasialzeit in Prag, begann Woldan, Karten und andere geographische Werke zu sammeln. In der Zwischenkriegszeit kamen viele Bibliotheken verarmter ehemaliger Adelsfamilien auf den Markt, wodurch er viele Objekte sehr günstig erwerben konnte. Er lebte in der Elternwohnung, hatte keine eigene Familie, und fast sein gesamtes Beamtengehalt floss in seine Sammlerleidenschaft. Die Sammlung war jahrzehntelang in seiner Privatwohnung in der Inneren Stadt, Landhausgasse 2, auf engstem Raum, teilweise gestapelt fast bis zur Decke, untergebracht. Seine Sammlung gilt heute als die umfangreichste Privatsammlung von Geographica und Kartographica in Mitteleuropa.
Trotz lukrativer Angebote aus dem Ausland konnte der Historiker Günther Hamann Woldan bewegen, seine wertvolle Sammlung 1970 testamentarisch der ÖAW zu vermachen. Dort wurde sie als geschlossene Sammlung erhalten, wird wissenschaftlich aufgearbeitet und für Forscher und Interessierte zugänglich gemacht. Forschungen zur Provenienz von in der NS-Zeit erworbenen Sammlungsobjekten wurden 2018 begonnen.

Die „Wieder-Woldan-Weltkarte“ ist ein etwa 1485 entstandenes Inkunabel-Unikat, eine Mischung aus mittelalterlicher TO-Karte (mit dem Paradies im Osten) und Ptolemäus-Karte.

Die Sammlung Woldan enthält vor allem alte Karten, Atlanten, Reisebeschreibungen, geographische Werke und topographische Ansichten mit insgesamt etwa 11.000 Titeln, bestehend aus rund 20.000 Bänden oder Einzelblättern vom Ende des 15. bis Anfang des 20. Jahrhunderts:
- 4310 Titel im Bereich Geographica (7000 Bände)
- 2805 Titel im Bereich Juridica (5000 Bände)
- 1711 Titel Cartographica (4000 Einzelblätter)
- 1657 Ansichtenwerke und Einzelansichten topographische Ansichten (2500 Bände)
- 286 Titel gemischte Bestände
- 25 Globen

2018 wurden von der ÖAW die 380 bedeutendsten historischen Landkarten der Sammlung digitalisiert und in hoher Auflösung online zur Verfügung gestellt, darunter auch die Wieder-Woldan-Karte.